# Griswold, Connecticut
Griswold är en kommun (town) i New London County i delstaten Connecticut, USA. Vid folkräkningen år 2000 bodde 10 807 personer på orten. Den har enligt United States Census Bureau en area på totalt 96,1 km² varav 5,6 km² är vatten.